# Arthur Maillefer
Pour les articles homonymes, voir Maillefer.
Arthur Maillefer, né le 25 juillet 1880 à Lausanne et mort dans la même ville le 21 novembre 1960, est un enseignant et botaniste vaudois.

## Biographie
Arthur Maillefer, après avoir achevé une thèse sur la biométrie d’une diatomée (Diatoma grande), entreprend diverses études sur le géotropisme – pour lesquelles il conçoit et réalise un appareil spécial : le clinostat à plateau – et sur l’ascension de la sève.
Nommé privat-docent et chef de travaux à l’Université de Lausanne en 1908, chargé de cours en 1912 et professeur extraordinaire en 1919, Arthur Maillefer crée et dirige le Laboratoire de physiologie végétale et de génétique (1919-1936), puis le Laboratoire de botanique systématique et de microscopie botanique (1934-1939) qui devient Laboratoire de botanique systématique (1939-1943). En 1935, il reprend la chaire de botanique de son maître Ernest Wilczek et il accède à l’ordinariat en 1949. Entretemps, en 1938, il est nommé à la direction du Musée botanique cantonal (1938-1950).
Floriste, Arthur Maillefer parcourt le canton pour récolter du matériel destiné à l’herbier cantonal. Ses excursions le mènent aussi en Valais, dans les Grisons, en France et en Grèce. S’il n’a pas beaucoup publié – quoique sa bibliographie compte près d’une quarantaine de titres –, il a consigné, à la machine à écrire, toutes ses observations, tous ses travaux – souvent accompagnés d’extraits d’études d’autres chercheurs –, tous ses comptes rendus d’excursion, etc. Ensuite, il regroupait ses feuilles par sujet et les reliait en petits volumes. Il fait de la sorte des listes de plantes – qu’il baptisait « florules » – de diverses parties du canton : Rochers de Naye, Vallon des Plans, Buis de Ferreyre, par exemple.
Il réunit aussi un fichier de la flore vaudoise, manuscrit et dactylographié. Chaque observation était consignée sur de petits bouts de papier réunis, par espèce, dans des enveloppes de récupération soigneusement rognées au bon format. Son activité se divise en deux périodes successives : la première est surtout biométrique, histologique et physiologique, la deuxième est systématique et floristique. Mais toute son œuvre botanique est marquée par l’application à la « science aimable » de la physique et des mathématiques.

## Sources
- « Arthur Maillefer », sur la base de données des personnalités vaudoises sur la plateforme « Patrinum » de la Bibliothèque cantonale et universitaire de Lausanne.
- « Arthur Maillefer » dans le Dictionnaire historique de la Suisse en ligne..
- Jean-Louis Moret, "Bref aperçu de la botanique – et des botanistes – dans le canton de Vaud, de la fin du XVIIIe siècle à nos jours", polycopié support de cours, 1988, Musée botanique cantonal
- Olivier Robert, Francesco Panese, Dictionnaire des professeurs de l'Université de Lausanne dès 1890, Lausanne, 2000, p. 782
- ICONO : © Archives unimedia UNIL